# Йога-патта
Йо́га-патта (дев. योगपट्ट, IAST: yogapaṭṭa) — ремень или повязка, используемая аскетами для удержания своих конечностей в фиксированном положении. В традиции Патанджали мы встречаем упоминания о йога-патта в явно йогическом контексте. Когда Патанджали указывает, что поза (āsana) становится устойчивой (sthira) и удобной (sukham) в строке 2.46 «Йога-сутры» Патанджали, комментарий (bhāṣya) приводит список из примерно дюжины рекомендуемых поз. Одна такая асана (āsana) названа сопащрайя (sopāśraya) (дословно «с поддержкой»), которая, хотя детально выполнение её не описано в комментарии (bhāṣya), интерпретируется более поздними комментаторами как асана (āsana), где йогин использует йога-патта — что свидетельствует об использовании вспомогательного опорного оборудования («пропс») в медитациях йоги Патанджали.

## История
Самое древнее изображение человека с ремнем в позе сукхасана, или как её ещё называют йогасана («по-турецки»), можно увидеть на северных воротах ранней буддийской ступы в деревне Санчи, штат Мадхья-Прадеш, Индия. Фреска на Северных воротах датируется I в. до н. э. В образе аскета представлен Будда во время своей аскетической практики в лесу, ещё до того, как он сформулировал основные принципы своего учения. Он находится в положении сидя, йога-патта обвивает его колени и поясницу, тем самым разгружая мышцы спины. Вокруг него расположены звери и люди, приветствующие его.

## Современная практика
Проследив двухтысячелетнюю историю йога-патта (yogapaṭṭa), можно с удивлением узнать, что ремень для йоги не присутствовал в ранних представлениях о современной постуральной йоге. Б. К. С. Айенгар, которому часто приписывают «изобретение» ремня для йоги, преобразовал одну из древних технологий, не зная того сам, под современные и изменяющиеся условия собственной йогической практики занятий и преподавания. Пряжка на ремне стала нововведением, как и палитра способов применения ремня в современной практике йоги. Тогда как источники более ранних периодов традиционно изображают йога-патта для поддержания сидячих поз, Айенгар приспособил ремень для йоги как вспомогательное опорное оборудование («пропс») для поддержки бесконечного разнообразия асан для создания «действия с сопротивлением».